# Manuel Navarro Luna
Pour les articles homonymes, voir Navarro (homonymie) et Luna.
Manuel Navarro Luna, né le 29 août 1894 à Jovellanos (Cuba) et mort le 15 juin 1966 à La Havane, est un poète et journaliste cubain.